# Luka Kirič
Luka Kirič (* 23. Dezember 1994) ist ein slowenischer Fußballspieler.

## Karriere
Kirič begann seine Karriere beim NŠ Poli Drava. 2011 wechselte er zum NK Aluminij. Im Mai 2012 stand er gegen den NK Šenčur erstmals im Kader der ersten Mannschaft. Nachdem Erstligaaufstieg zu Saisonende absolvierte er im Dezember 2012 sein einziges Spiel für die erste Mannschaft von Aluminij in der 1. SNL, als er am 21. Spieltag der Saison 2012/13 gegen den NK Domžale in der 79. Minute für Denis Rešek eingewechselt wurde.
Zur Saison 2013/14 wechselte er zum Drittligisten NK Drava Ptuj, für den er in jener Saison zu 25 Einsätzen in der dritthöchsten slowenischen Spielklasse kam.
Zur Saison 2014/15 wechselte Kirič nach Österreich zum fünftklassigen SV Wildon. Mit Wildon stieg er 2016 in die Landesliga auf. In seiner ersten Landesliga-Saison kam er in 26 Spielen zum Einsatz und erzielte dabei zehn Tore.
Im Februar 2018 wechselte er zum Ligakonkurrenten Grazer AK. Mit dem GAK stieg er 2018 in die Regionalliga auf. Sein Debüt in der dritthöchsten Spielklasse gab er im Juli 2018, als er am ersten Spieltag der Saison 2018/19 gegen TuS Bad Gleichenberg in der Startelf stand und in der 83. Minute durch Alexander Bauer ersetzt wurde. Seine ersten beiden Tore in der Regionalliga erzielte er im Oktober 2018 bei einem 2:1-Sieg gegen den USV Allerheiligen. Mit dem GAK stieg er 2019 auch in die 2. Liga auf.
Nach fünf Zweitligaeinsätzen für den GAK wechselte er im Januar 2020 zum viertklassigen USV Mettersdorf. Zur Saison 2021/22 kehrte er in seine Heimat zurück und wechselte zum Drittligisten SD Cirkulane. Im März 2022 wechselte er zurück nach Österreich zum viertklassigen TuS Heiligenkreuz a.W.